# حابب

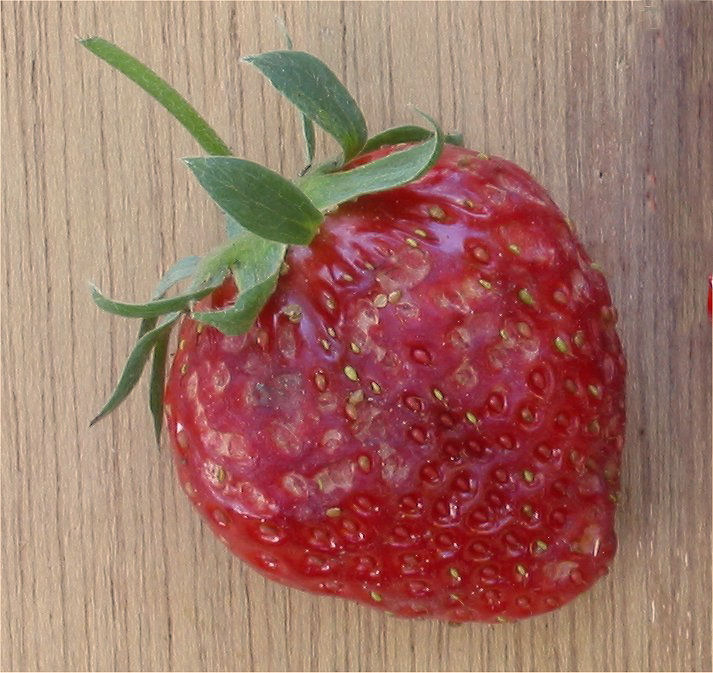
فراولة تالفة بسبب أكل الفأر للبذور (فقيرة).

الحابِب أو البازِر أو آكل البذور هو الحيوان الذي يعيش على الحبوب. هذا النوع من التفاعل بين النبات والحيوان تتغذى فيه الحيوانات مفترسة البذور (الحاببة أو البازرة) على بذور النباتات حيث تكون لها مصدر رئيسياً أو حصرياً للغذاء،  كثيراً ما تترك البذورَ تالفة وليست قابل للانتاش. توجد الحيوانات الحاببة في العديد من عائلات الفقاريات (خاصة الثدييات والطيور ) وكذلك اللافقاريات ( الحشرات بشكل أساسي) ؛  وبذا تُؤكَل البذور في جميع النظم البيئية الأرضية تقريباً.

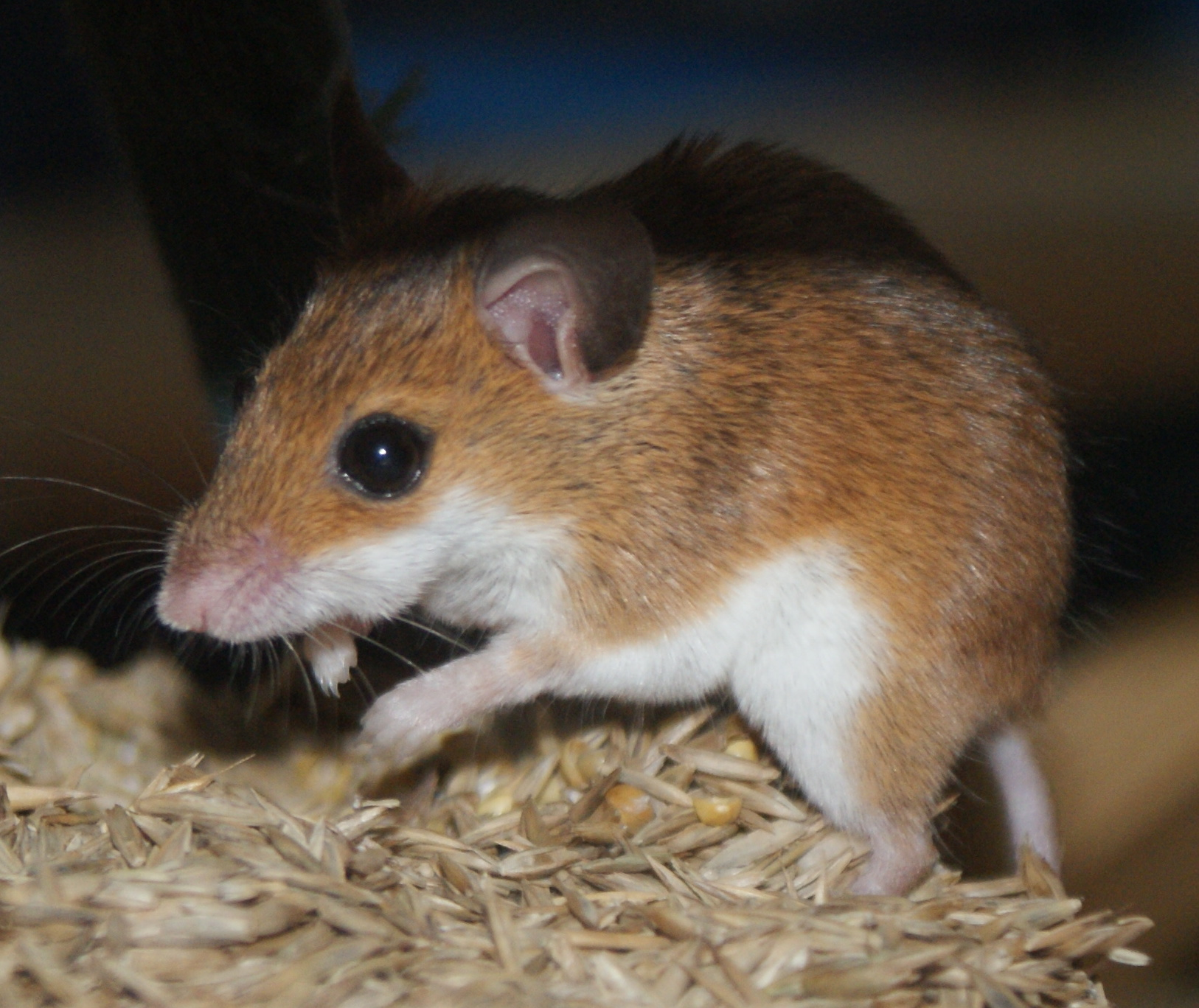
فأر يأكل البذور